# Le Gouffre (La Réunion)
Pour les articles homonymes, voir Le Gouffre.
Ne doit pas être confondu avec Le Gouffre (cap).
Le Gouffre, aussi appelé Gouffre de L'Étang-Salé, est une formation géologique de l'île de La Réunion, département d'outre-mer français dans le sud-ouest de l'océan Indien. Il s'agit d'un long couloir rocheux naturel formé en un point du littoral de la commune de L'Étang-Salé, au sud-ouest de l'île, et où viennent se fracasser les vagues venant du large. L'abondance de croix et de bouquets de fleurs alentour témoignent des nombreux suicides qui ont lieu dans cette dangereuse enfilade.

Le Gouffre de L'Étang-Salé
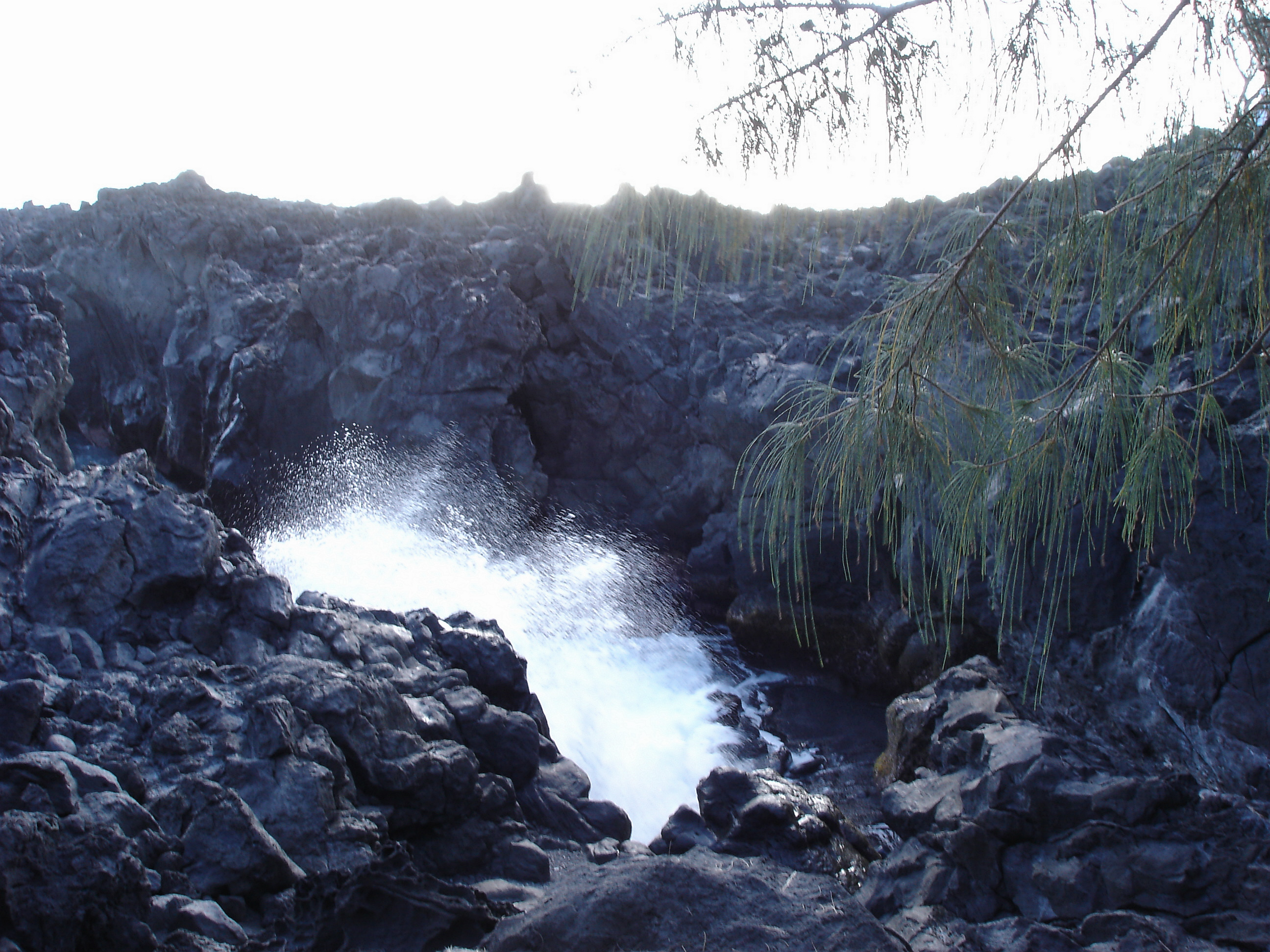
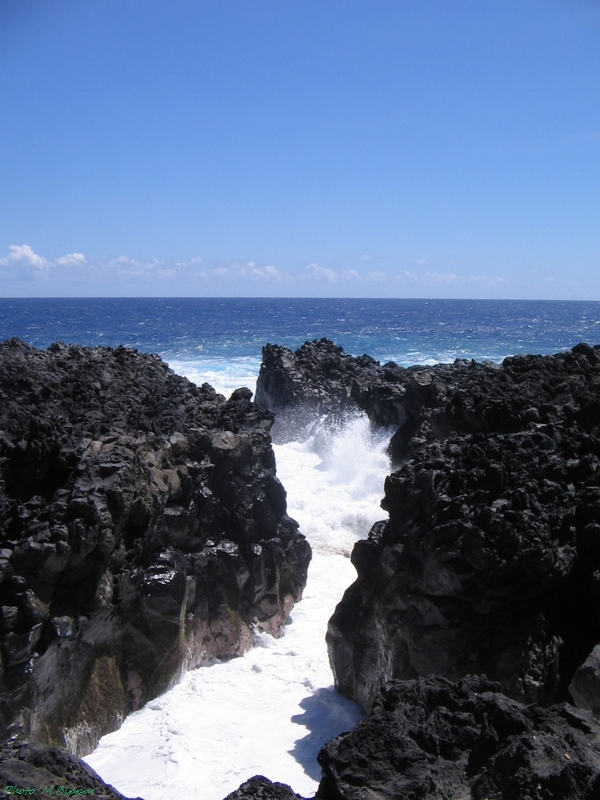

## Anecdote
Ce lieu est évoqué dans la dixième chanson de l'album Marcher dans le sable de Gérald de Palmas.